# 重庆市历史文化名镇
重庆市历史文化名镇由重庆市政府公布，已先后公布53处。其中23处已升格为中国历史文化名镇。
- 第一批（2002年）：20个[1]
  - 酉阳土家族苗族自治县龚滩镇（已升格为第七批中国历史文化名镇）
  - 酉阳土家族苗族自治县龙潭镇（已升格为第二批中国历史文化名镇）
  - 合川区涞滩镇（已升格为第一批中国历史文化名镇）
  - 潼南县双江镇（已升格为第一批中国历史文化名镇）
  - 永川区松溉镇（已升格为第四批中国历史文化名镇）
  - 江津区中山镇（已升格为第二批中国历史文化名镇）
  - 巫溪县宁厂镇（已升格为第五批中国历史文化名镇）
  - 江津区塘河镇（已升格为第三批中国历史文化名镇）
  - 北碚区偏岩镇（金刀峡镇）（已升格为第三批中国历史文化名镇）
  - 荣昌县路孔镇（已升格为第五批中国历史文化名镇）
  - 铜梁县安居镇（已升格为第四批中国历史文化名镇）
  - 江津区石蟆镇（已升格为第七批中国历史文化名镇）
  - 巴南区丰盛镇（已升格为第四批中国历史文化名镇）
  - 江津区白沙镇（已升格为第五批中国历史文化名镇）
  - 酉阳县后溪镇（酉水河镇）
  - 秀山县洪安镇
  - 奉节县竹园镇
  - 大足区铁山镇
  - 九龙坡区走马镇（已升格为第四批中国历史文化名镇）
  - 巫山县庙宇镇

　　
三峡库区迁建保护的传统风貌镇：
- - 巫山县大昌镇
  - 石柱县西沱镇（已升格为第一批中国历史文化名镇）
  - 忠县洋渡镇
  - 云阳县云安镇
  - 丰都县高家镇
  - 涪陵区蔺市镇

　　
亟待抢救的传统风貌镇(街区)：
- - 綦江区东溪镇（已升格为第三批中国历史文化名镇）
  - 荣昌区安富镇
  - 彭水县郁山镇
  - 奉节县兴隆镇
  - 秀山县石堤镇
  - 酉阳县清泉乡
  - 永川区板桥镇
  - 江津区凤场乡（现双凤村）
  - 大足区雍溪镇

- 第二批（2010年）：
  - 万州区罗田镇（已升格为第七批中国历史文化名镇）
  - 涪陵区青羊镇（已升格为第七批中国历史文化名镇）
  - 巫山县龙溪镇
  - 开县温泉镇（已升格为第六批中国历史文化名镇）
  - 万盛区青年镇
  - 綦江区东溪镇（已升格为第三批中国历史文化名镇）
  - 渝北区龙兴镇（已升格为第二批中国历史文化名镇）
  - 黔江区濯水镇（已升格为第六批中国历史文化名镇）

- 第三批（2013年）：
  - 綦江区郭扶镇
  - 江津区：吴滩镇（2014年，已升格为第七批中国历史文化名镇）

- 第四批（2017年）：
  - 巴南区木洞镇
  - 九龙坡区铜罐驿镇
  - 长寿区邻封镇

- 第五批（2018年）：7个镇
  - 潼南区上和镇
  - 荣昌区清江镇
  - 綦江区中峰镇
  - 涪陵区新妙镇
  - 万州区柱山乡
  - 万州区走马镇
  - 垫江县高安镇

- 2022年1月10日：1个镇[2]
  - 酉阳县南腰界镇